# Commodus római császár

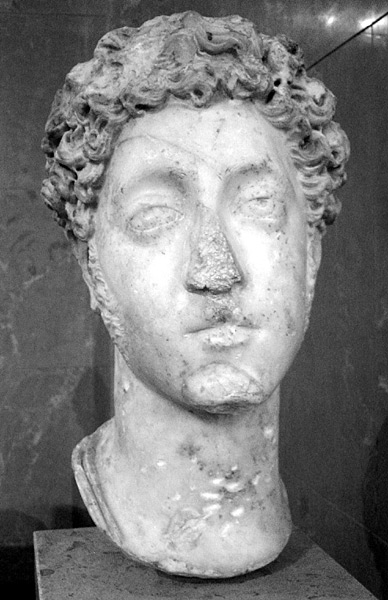
Az ifjú Commodus

Imperator Caesar Aurelius Commodus Antoninus Augustus, születési nevén Lucius Aelius Aurelius Commodus (Lanuvium, 161. augusztus 30. – Róma, 192. december 31.) a Római Birodalom császára (uralkodott társcsászárként 177-től, egyeduralkodóként 180. március 17-től haláláig), Marcus Aurelius fia és az Antoninus-dinasztia utolsó tagja volt. Uralkodása alatt Nero napjai látszottak visszatérni Róma városába, ezért összeesküvés végzett a gyűlölt uralkodóval, akit damnatio memoriae-vel sújtottak. Később ezt propagandisztikus okokból Septimius Severus visszavonatta, és Commodus is a császárkultusz része lett.

## Commodus származása és ifjúkora
Marcus Aurelius és Faustina Minor gyermeke, édesanyja által Antoninus Pius unokája volt. Ikertestvére, Aurelius Fulvus Antoninus ötévesen, öccse, a 162-ben született Marcus Annius Verus pedig 169-ben hunyt el. A császári pár 13 gyermeke közül így Commodus volt az egyetlen fiú, aki túlélte atyját. Gyermekként Galénosz felügyelte a neveltetését és az egészségi állapotát. 166. október 22-én kapta meg – még Marcus öccsével – a Caesar nevet.
172-ben Carnuntumban volt, apja főhadiszállásán a markomann háborúk során. Marcus Aurelius feltehetően győzelme örömére október 15-én fiát is felruházta a Germanicus névvel. A trónörökös cursus honoruma 175-ben kezdődött, amikor január 20-án belépett a pontifexek collegiumába, július 7-én pedig felvette a felnőttséget jelző toga virilist a dunai fronton. Avidius Cassius felkelésének leverését követően Commodus apja társaságában beutazta a keleti tartományokat, hazatérőben pedig 176-ban beavattatták magukat Athénban az eleusziszi misztériumokba.
176-tól kezdődően az idős császár megkezdte hatalma fokozatos megosztását fiával. 176. november 27-én imperatorrá tette, 177 közepén Augustusszá nevezte ki, ugyanezen év december 23-án pedig közös triumphust tartottak, és Commodus a tribunicia potestas birtokosa lett. 177-ben a trónörökös minden idők legfiatalabb római consulja lett, és feleségül vette Bruttia Crispinát, egy előkelő senator lányát. 178-ban csatlakozott atyjához a kiújuló germán háborúkban. Marcus Aurelius halálakor utódja 18 éves volt.

## A császár uralkodása

### Egy békés kor alkonya

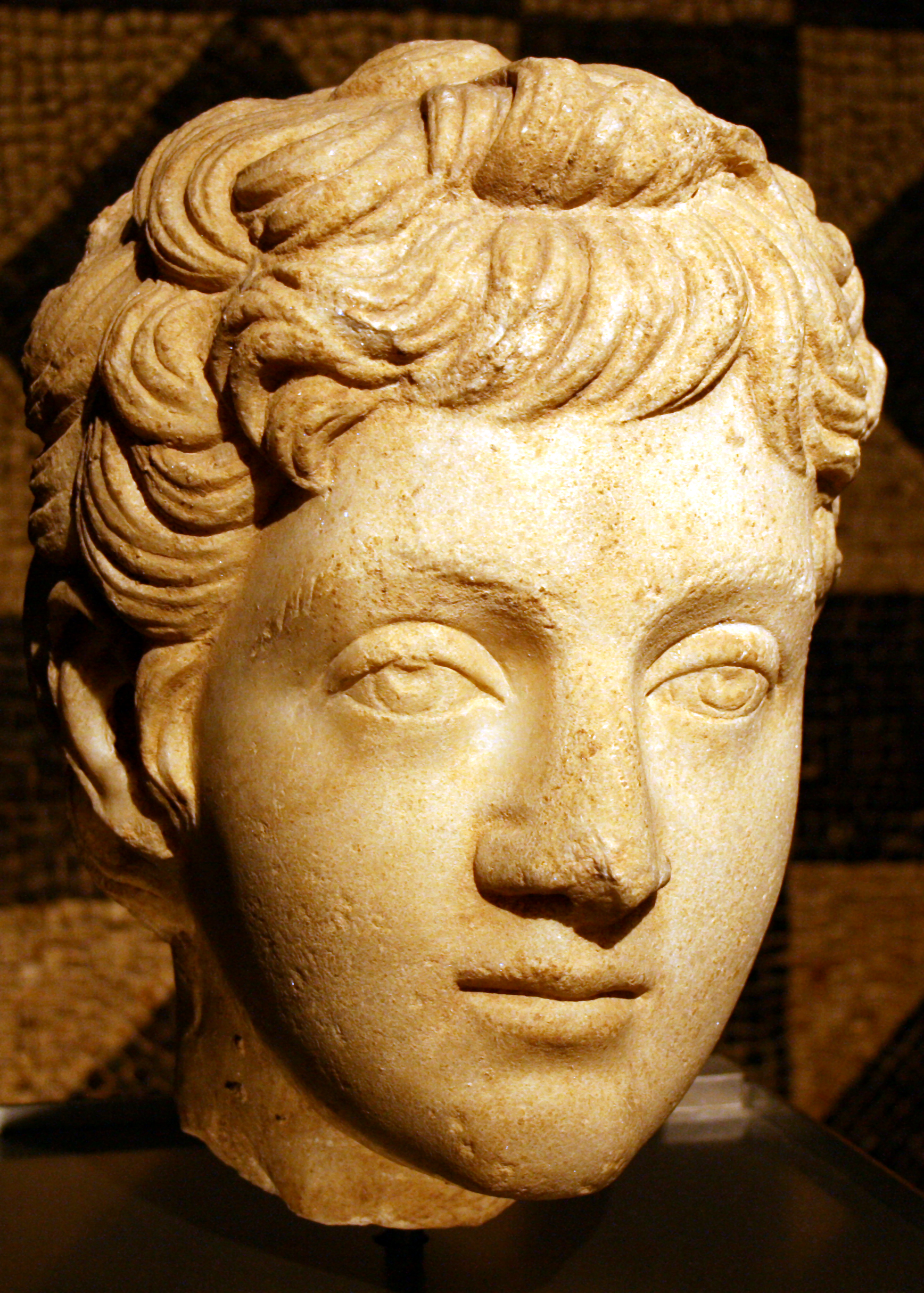
Fejszobor Kölnben az ifjú Commodusról

Commodus volt az első és utolsó olyan császár az Antoninusok közül, aki nem adoptio által lett elődjének örököse. Első dolga az volt, hogy – valószínűleg a traianusi hódítás példáján okuló tanácsadói javaslatára – békét kössön a barbárokkal. A kvádok és a markomannok ismét cliensek lettek, akiket gabonaadó fizetésére és 15 000 főnyi auxiliák kiállítására köteleztek, egyúttal a rómaiak átvették a Duna bal partja feletti ellenőrzést is.
Commodus ezután hadai élén sietett Rómába, ahova október 22-én vonult be triumphusszal. A költséges és nagy véráldozattal járó háborút berekesztő uralkodót a nép valóságos hősként köszöntötte. Első évében vert pénzei mind hadvezérként ábrázolják. Commodus később is nagy gondot fordított a plebs jóindulatának biztosítására, ezért igen bőkezűen segélyezte őket, és a játékok rendezésével sem fukarkodott. Cassius Dio szerint mindennek anyagi feltételeit a senatus tagjainak megadóztatásával teremtette elő, ami magában hordozta a később kirobbant konfliktus csíráját. Mindazonáltal úgy tűnik, hogy a senatori renddel ellentétben Commodus mindvégig népszerű volt a hadsereg és a köznép berkeiben.

### A földre szállt isten
Bár az Antoninusok mindig is nagy szerepet szántak Herculesnek uralkodásuk során, Commodus túllépett a józanság határain. Mind többször öltözött úgy, mint a hérósz: oroszlánbőrben és bunkóval a vállán járt-kelt, amire annyi alapja valóban volt, hogy igen szép, kidolgozott fizikummal és lenyűgöző íjászi képességekkel rendelkezett. Ettől eltekintve az, hogy magát Iuppiter földre szállt fiának és isteni lénynek tekintette, jelentős visszatetszést váltott ki arisztokrata berkekben.
Commodus rendszeresen edzett, és nem volt ritka, hogy maga is harcba szállt az amfiteátrumban. A történetírók tudósításai szerint minden emberi és állati ellenfelét legyőzte párharcban szerzett jártassága és félelmetes testi ereje révén. Egzotikus állatok százai: struccok, elefántok, oroszlánok, zsiráfok, orrszarvúk, leopárdok, szarvasok, antilopok múltak ki a császári nyilaktól, lándzsáktól és gerelyektől a tömeg nagy üdvrivalgására.
190-192 körül lett „hivatalosan” is Hercules, és ekkortájt rendelte el, hogy uralkodását aranykornak nevezzék. Egy tűzvész kapcsán adódó újjáépítési munkálatok ürügyén 190 körül Rómát a Colonia Lucia Annia Commodiana névvel illette, magát az új Romulusnak nevezte. Pénzérméin számos, a város újjáalapítására vonatkozó ábrázolással találkozhatunk. 190-től kezdve Cassius Dio, Héródianosz és a Scriptores historiae Augustae által kárhoztatott megalomániája kiteljesedéseként a hónapokat saját neveiről és címeiről nevezte el (Lucius, Aelius, Aurelius, Commodus, Augustus, Herculeus, Romanus, Exsuperatorius, Amazonius, Invictus, Felix, Pius), és minden létező alattvaló a Commodianus megfelelő alakjával kibővítve commodusi lett – így a római nép, a legiók, a gabonaszállító flotta, a császári palota, de még a szenátus is. A névváltoztatások napja, a Dies Commodianus ünnepnap lett.

### Hadügyek
Commodus uralkodása alatt nagyobb háborúra nem került sor, bár 184 körül a britanniai helytartó, Ulpius Marcellus elvesztette, később visszafoglalta az Antoninus-falát. Marcellus utódja, a Commodust később császárként felváltó Publius Helvius Pertinax 185-ben végleg kénytelen volt visszavonulni Hadrianus fala mögé. A visszavonulás lázadáshoz vezetett, amit csak nehezen lehetett leverni.
Mauretania berber támadásoknak esett áldozatul, Gallia és Hispania vidékén pedig egy szökött katona, bizonyos Maternus robbantott ki felkelést.

### Vallási kérdések
Commodus, lévén „isten”, a római vallási élet legfőbb irányítója és központi személyisége volt. Számos régi kultuszt élesztett fel, és új, eddig tiltott vagy korlátozott szekta működését engedélyezte, nem egyszer beépítve tanaikat a császári kultuszba. A keresztényekkel szemben lényegesen türelmesebb volt apjánál, bár hivatalosan nem javított a státuszukon. Üldözésükre végeredményben nem került sor. Ez valószínűleg annak köszönhető, hogy Commodus nem kívánt saját aranykorára ilyesmivel árnyékot vetni. Kaiszareiai Euszebiosz keresztény történetíró szerint ebben az időszakban jelentősen nőtt a keresztények létszáma, bár ekkoriban bűnvádi eljárás is indulhatott egy-egy patrícius ellen keresztény hitvallása miatt.

### Az istencsászár pusztulása
Commodus viselkedése és magántermészetében megnyilvánuló kegyetlenségével számos ellenséget szerzett magának. Nővérét, az ellene szervezkedő Lucillát, majd feleségét, Bruttiát is Caprira száműzte, majd meggyilkoltatta. Lucilla 182-es összeesküvése után vette fel öccse a Pius, 185-ben a Tigidius Perennis-féle konspiráció felszámolását követően pedig a Felix neveket. Ez utóbbi a praefectus praetorio volt, akit egy libertinusával, Cleanderrel váltott fel.
Cleander gátlástalanul meggazdagodott különféle hivatalok adásvételéből, így például neki köszönhető, hogy 190-ben minden addiginál több, 25 (!) consul volt hivatalban. Végül Cleandert, aki számos, tevékenységét kifogásoló előkelőséggel végeztetett, a császár szeretője és rokona, Marcia Aurelia Ceionia Demetrias rábeszélésére Commodus kivégeztette, amikor a gabonaszállítások akadozása miatt a római lakosság zavargásokba kezdett.
192-ben, amikor Commodus épp átköltözését fontolgatta a gladiátorok közé, Marcia és számos senator összeesküvést szőtt az uralkodó ellen. Miután a mérgezési kísérlet meghiúsult, a császárral személyi edzője, egy Narcissus nevű atléta végzett a fürdőben. Gyermektelen lévén az Antoninus-dinasztia személyében kihalt.

## Egy elátkozott emlékezetű isten
Commodusszal minden megtörtént halála után, ami egy holt császárral megtörténhetett. A senatus amint tehette, damnatio memoriaet mondott ki rá. Utódja a számos katonai érdemmel rendelkező Helvius Pertinax lett, azonban a kitörő polgárháborúban végül Septimius Severus szerezte meg a hatalmat. Ő jobbnak látta magát a jó emlékezetű Marcus Aureliushoz kötni, ezért a fiának nyilvánította magát. Így viszont Commodus a testvérévé vált, és Severus inkább megszüntette az ellene hozott damnatio memoriaet, és intézkedett utólagos istenné nyilvánításáról.